# Ricarville
Ricarville is een dorp en voormalige gemeente in de Franse gemeente Terres-de-Caux in het departement Seine-Maritime in de regio Normandië. De voormalige gemeente telt 322 inwoners (2014). De plaats maakt deel uit van het arrondissement Le Havre.

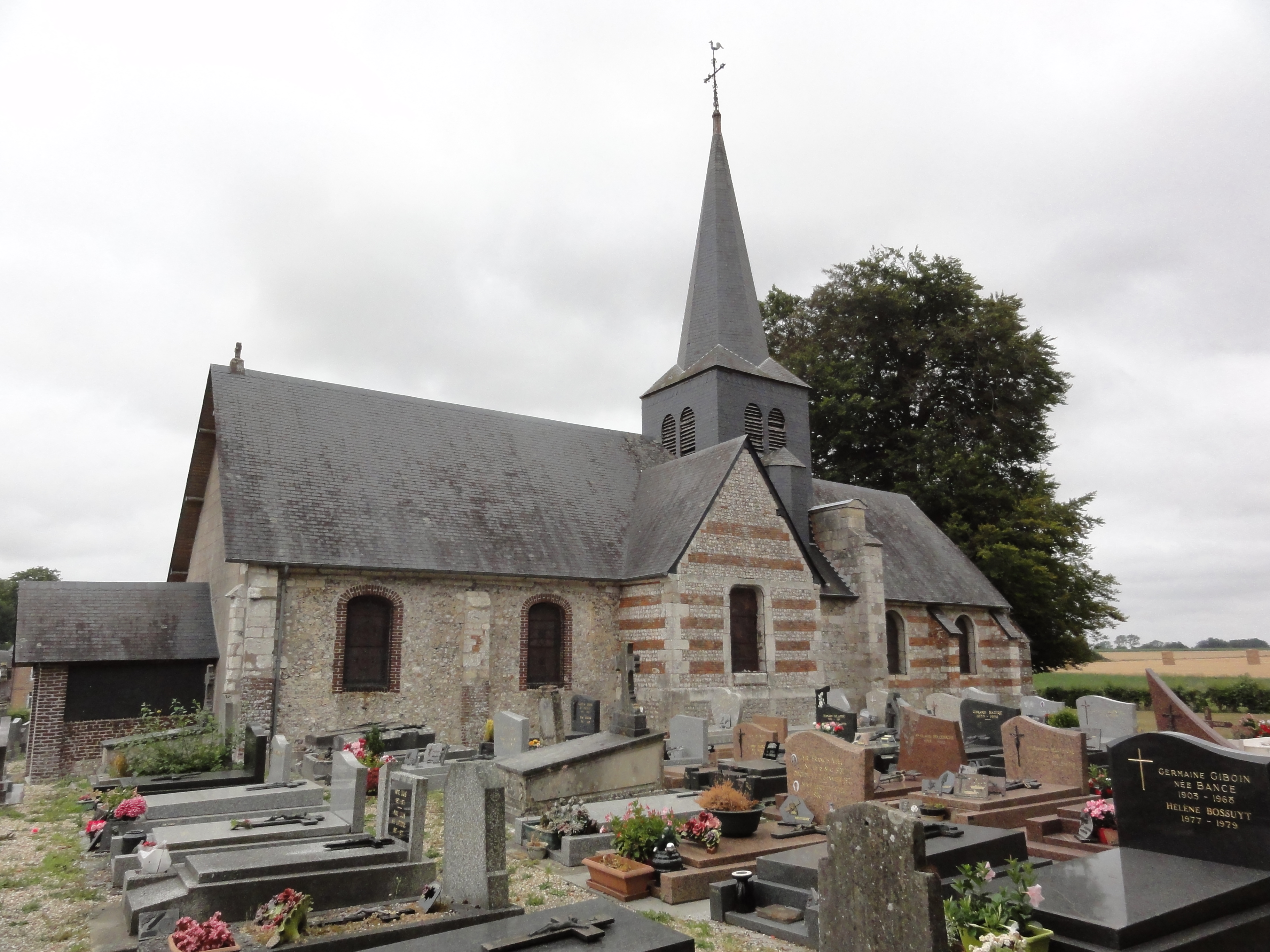
Église Sainte-Croix

## Geschiedenis
Oude vermeldingen van de plaats gaan terug tot rond 1210 in apud Ricardi Villam en rond 1240 als Ricarvilla. De 18de-eeuwse Cassinikaart toont hier de parochie Ricarville.
Op het eind van het ancien régime eind 18de eeuw, toen de gemeenten werden gecreëerd, werd Ricarville een gemeente.
De gemeente maakte deel uit van het kanton Fauville-en-Caux tot dit op 22 maart 2015 werd opgeheven en de gemeenten werden opgenomen in het kanton Saint-Valery-en-Caux.
Op 1 januari 2017 fuseerde Ricarville met Auzouville-Auberbosc, Bennetot, Bermonville, Fauville-en-Caux, Saint-Pierre-Lavis en Sainte-Marguerite-sur-Fauville tot de nieuwe gemeente (commune nouvelle) Terres-de-Caux.

## Bezienswaardigheden
- De Église Sainte-Croix

## Geografie
De oppervlakte van Ricarville bedraagt 4,18 km², de bevolkingsdichtheid is 77 inwoners per km².
De onderstaande kaart toont de ligging van Ricarville met de belangrijkste infrastructuur en aangrenzende gemeenten.

## Demografie
Onderstaande figuur toont het verloop van het inwonertal.

## Verkeer en vervoer
Door het noordoosten van Ricardville loopt de weg die de autosnelweg A29/E44 ten zuiden van Ricarville verbindt met Fécamp.
Deelgemeenten: Auzouville-Auberbosc · Bennetot · Bermonville · Fauville-en-Caux · Ricarville · Sainte-Marguerite-sur-Fauville · Saint-Pierre-Lavis

Overige plaatsen: Auberbosc · Le Beau Soleil · Le Boos · Le Bout Joyeux · La Chaussée de Saint-Pierre · Joyeux (Auzouville-Auberbosc · La Londe · Roncherolles